# کوهی اوسوی
کوهی اوسوی (انگلیسی: Kohei Usui؛ زادهٔ ۱۶ ژوئیهٔ ۱۹۷۹) بازیکن فوتبال اهل ژاپن است.
از باشگاه‌هایی که در آن بازی کرده‌است می‌توان به باشگاه ورزشی توچیگی اشاره کرد.